# Molsberg (heuvel)
De Molsberg is een heuvel in het Heuvelland gelegen nabij Simpelveld in het zuiden van de Nederlandse provincie Limburg. De helling is genoemd naar het gelijknamige gehucht Molsberg en ligt op de overgang van het Eyserbeekdal naar het Plateau van Ubachsberg.

## Wielrennen
De helling is meermaals opgenomen in de wielerklassieker Amstel Gold Race.